# Représentations diplomatiques au Mexique
Voici une liste des représentations diplomatiques au Mexique. Il y a actuellement 85 ambassades à Mexico et de nombreux pays ont des consulats ou consulats généraux dans de nombreuses villes mexicaines.

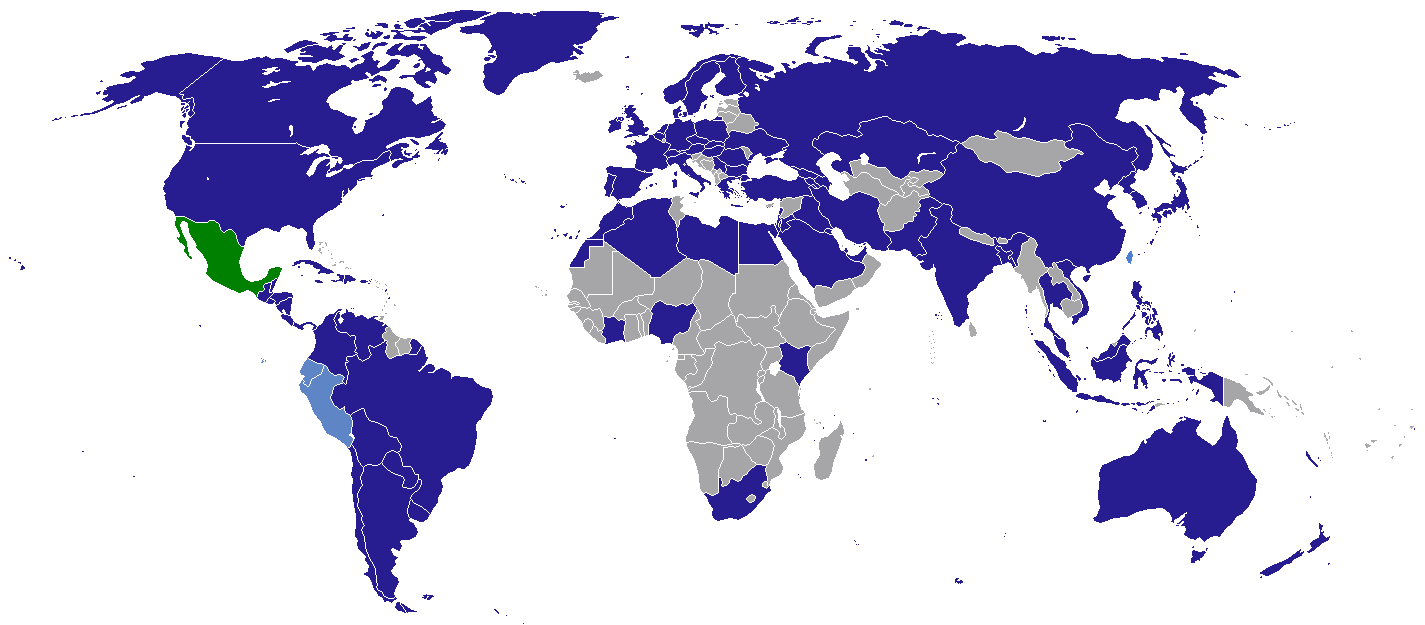
Représentations diplomatiques au Mexique

## Ambassades
| - Afrique du Sud - Algérie - Allemagne - Arabie saoudite - Argentine - Arménie - Australie - Autriche - Azerbaïdjan - Bangladesh - Belgique - Belize - Bolivie - Brésil - Bulgarie - Canada - Chili - Chine - Colombie - Corée du Nord - Corée du Sud - Costa Rica - Côte d'Ivoire - Cuba - Danemark - Égypte - Émirats arabes unis - Espagne - États-Unis | - Finlande - France - Géorgie - Grèce - Guatemala - Haïti - Honduras - Hongrie - Inde - Indonésie - Irak - Iran - Irlande - Israël - Italie - Jamaïque - Japon - Jordanie - Kazakhstan - Koweït - Liban - Libye - Malaisie - Maroc - Nicaragua - Nigeria - Norvège - Nouvelle-Zélande - Pakistan | - Panama - Paraguay - Pays-Bas - Pérou - Philippines - Pologne - Portugal - Qatar - République arabe sahraouie démocratique - République dominicaine - République tchèque - Roumanie - Royaume-Uni - Russie - Salvador - Serbie - Slovaquie - Suède - Suisse - Thaïlande - Turquie - Ukraine - Uruguay - Vatican - Venezuela - Viêt Nam |

### Bureaux de représentation
- Équateur (section d'intérêt)
- Palestine (Délégation spéciale)
- Taïwan (Bureau économique et culturel de Taipei)
- Union européenne (Délégation)

## Galerie

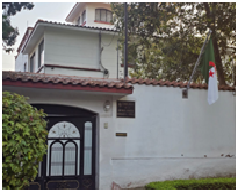
Ambassde d'Algérie à Mexico
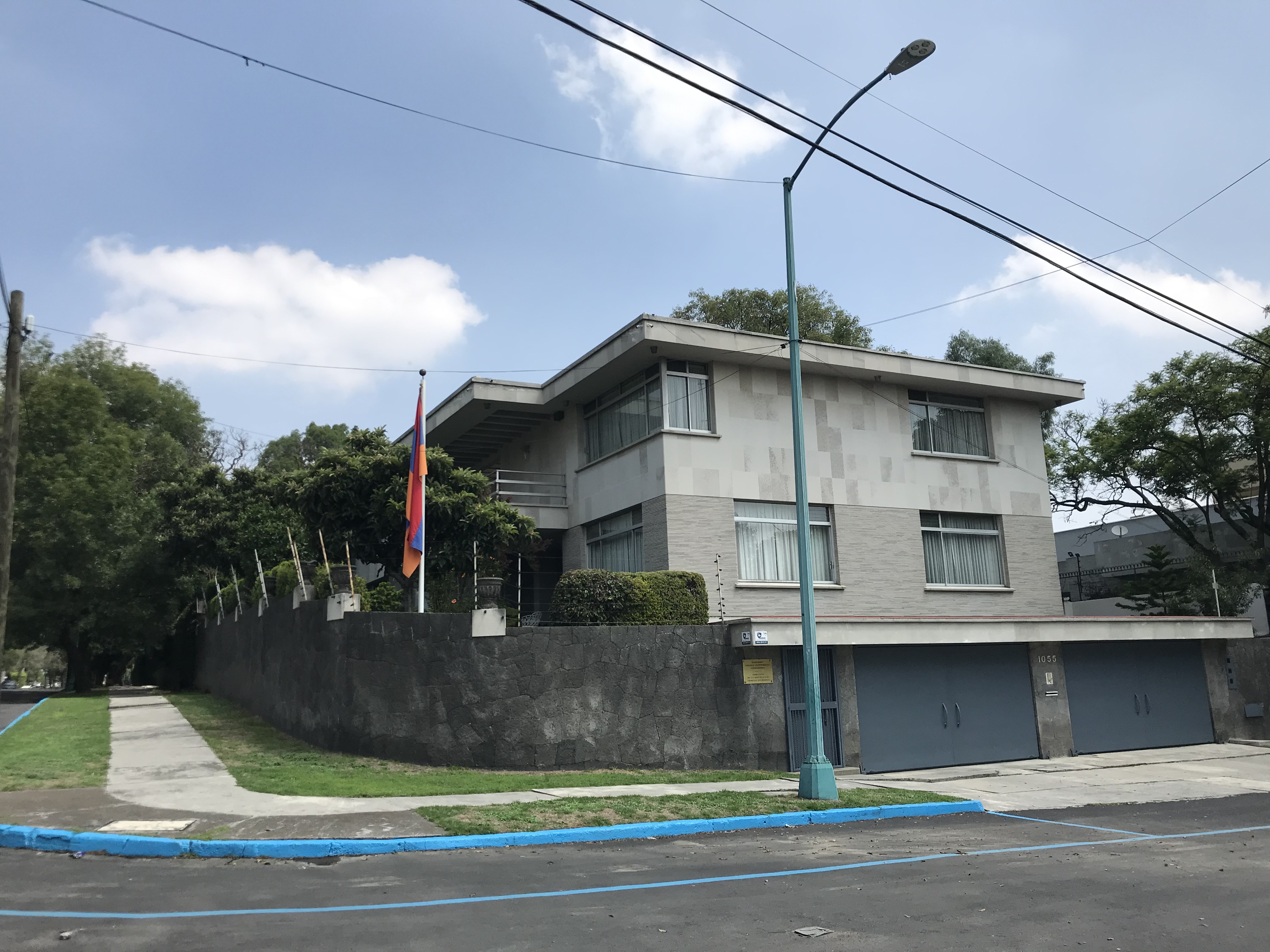
Ambassade d'Arménie à Mexico
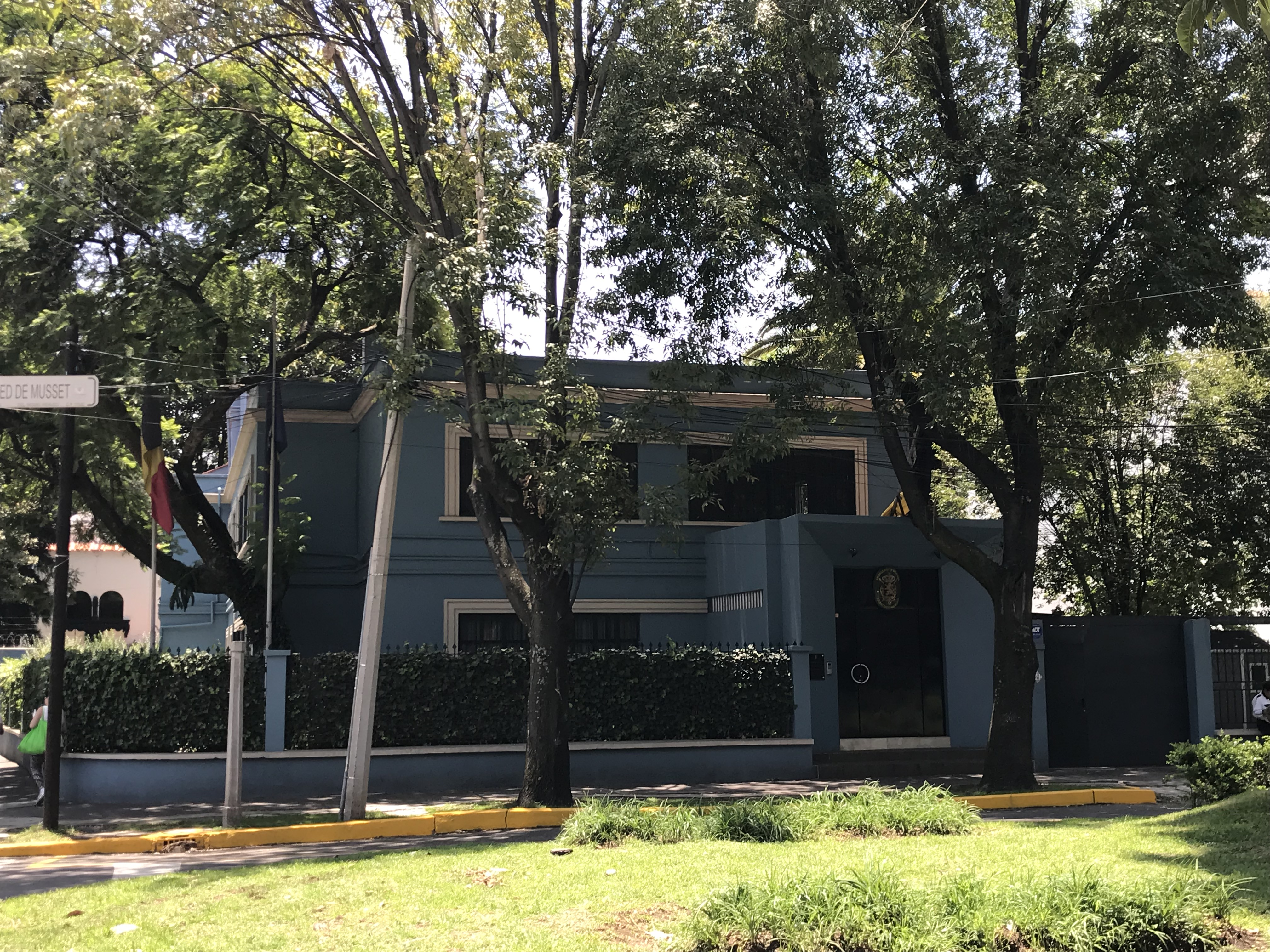
Ambassade du Belgique à Mexico
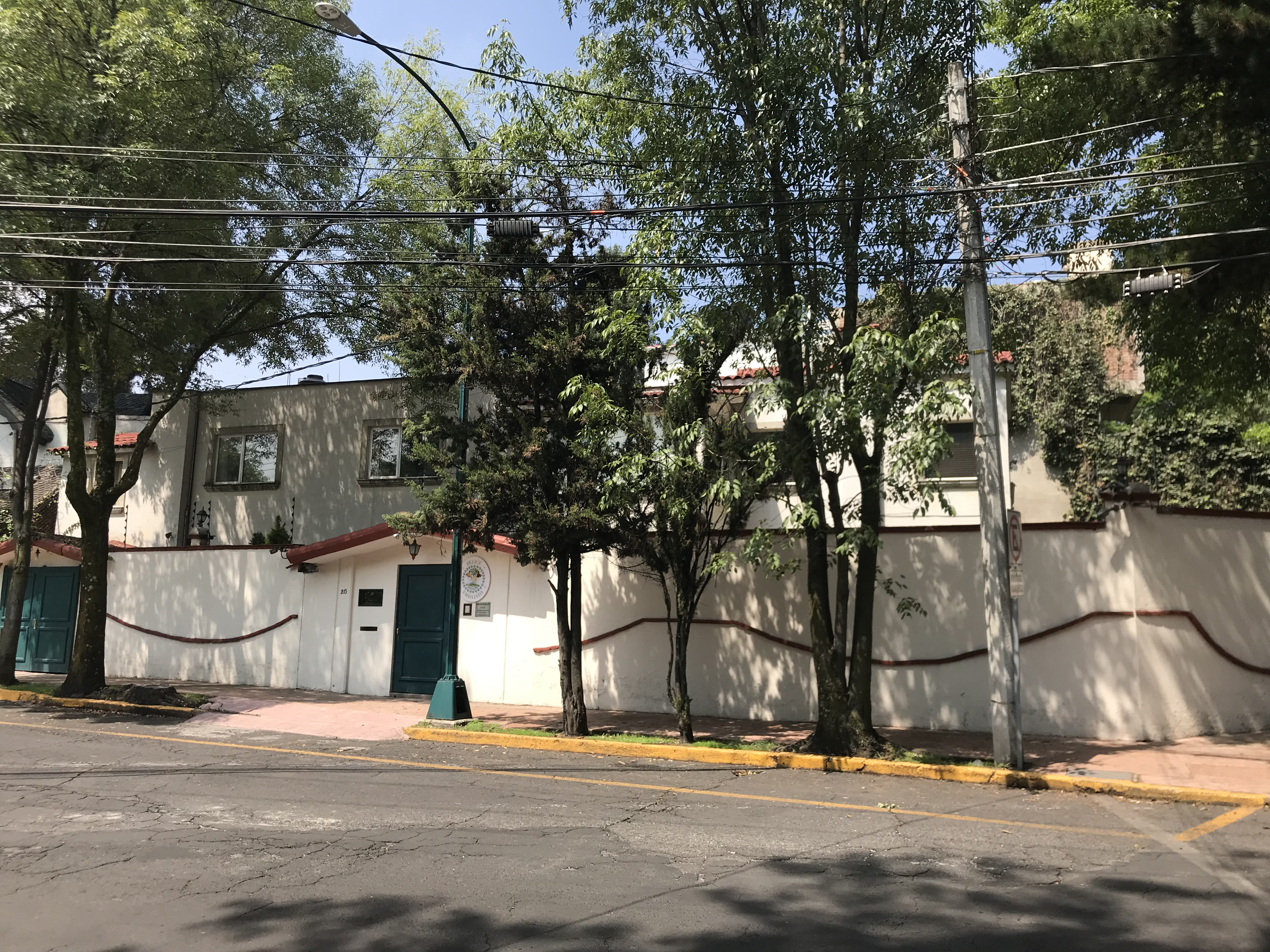
Ambassade du Belize à Mexico
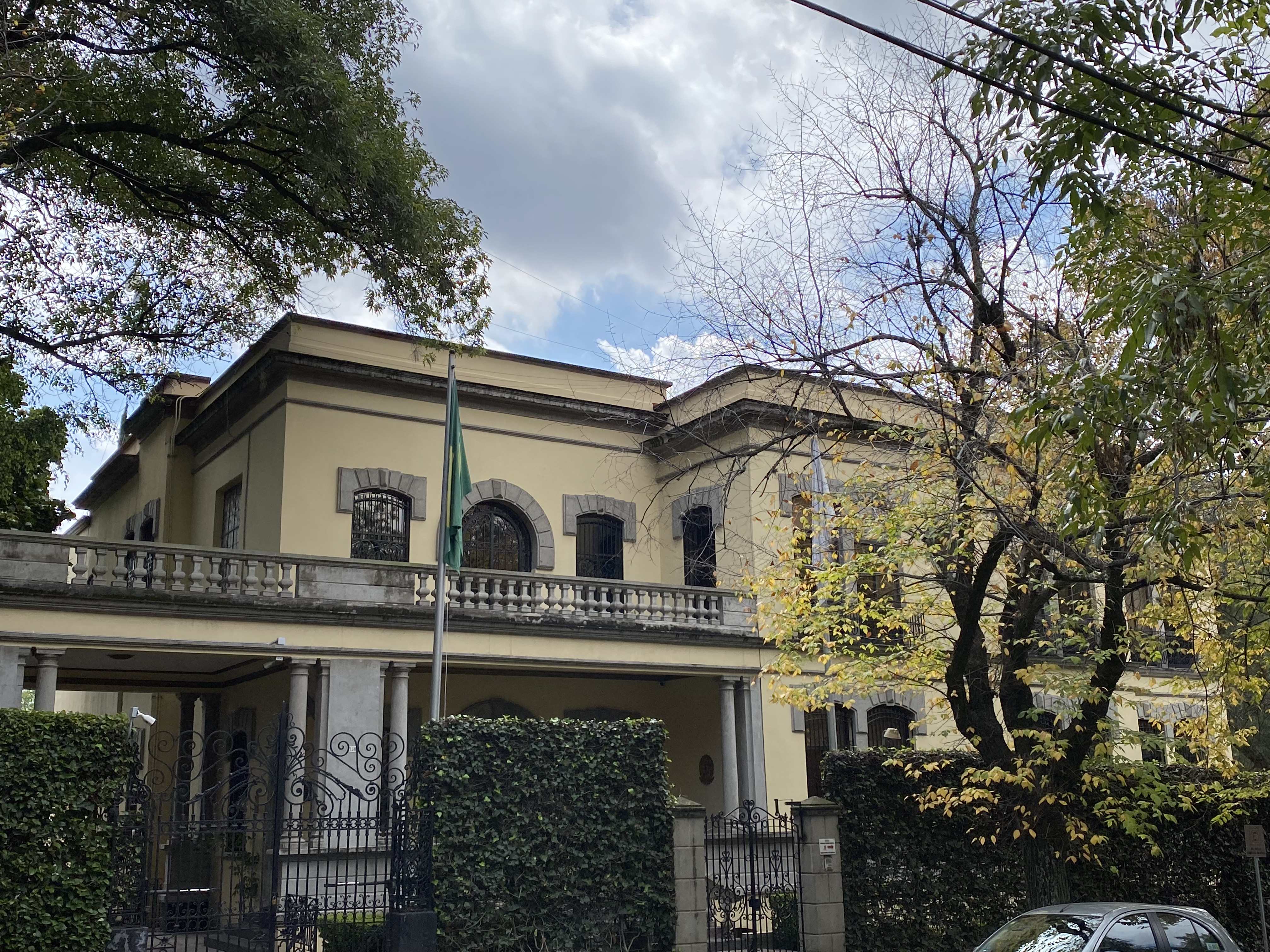
Ambassade du Brésil à Mexico
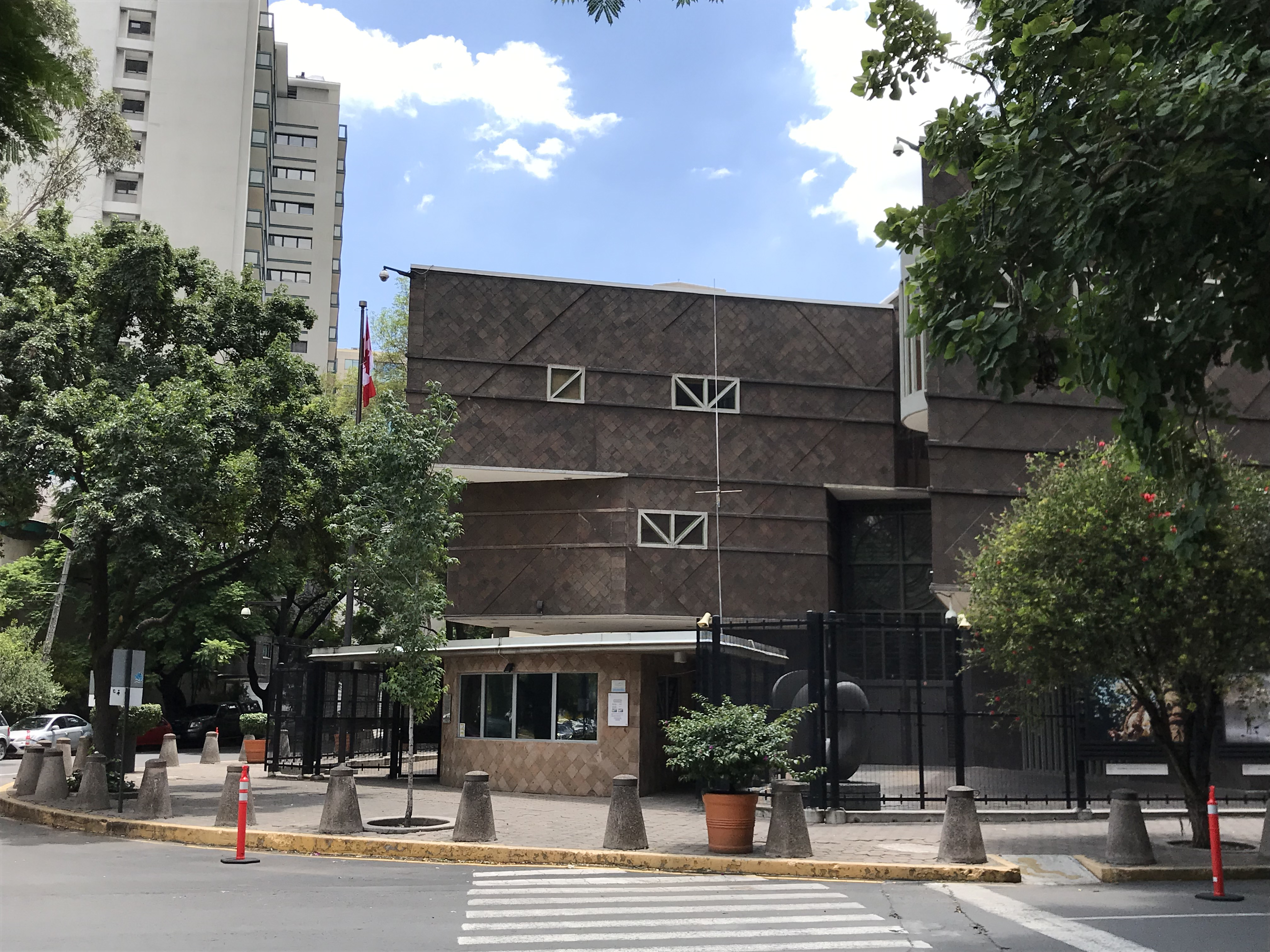
Ambassade du Canada à Mexico
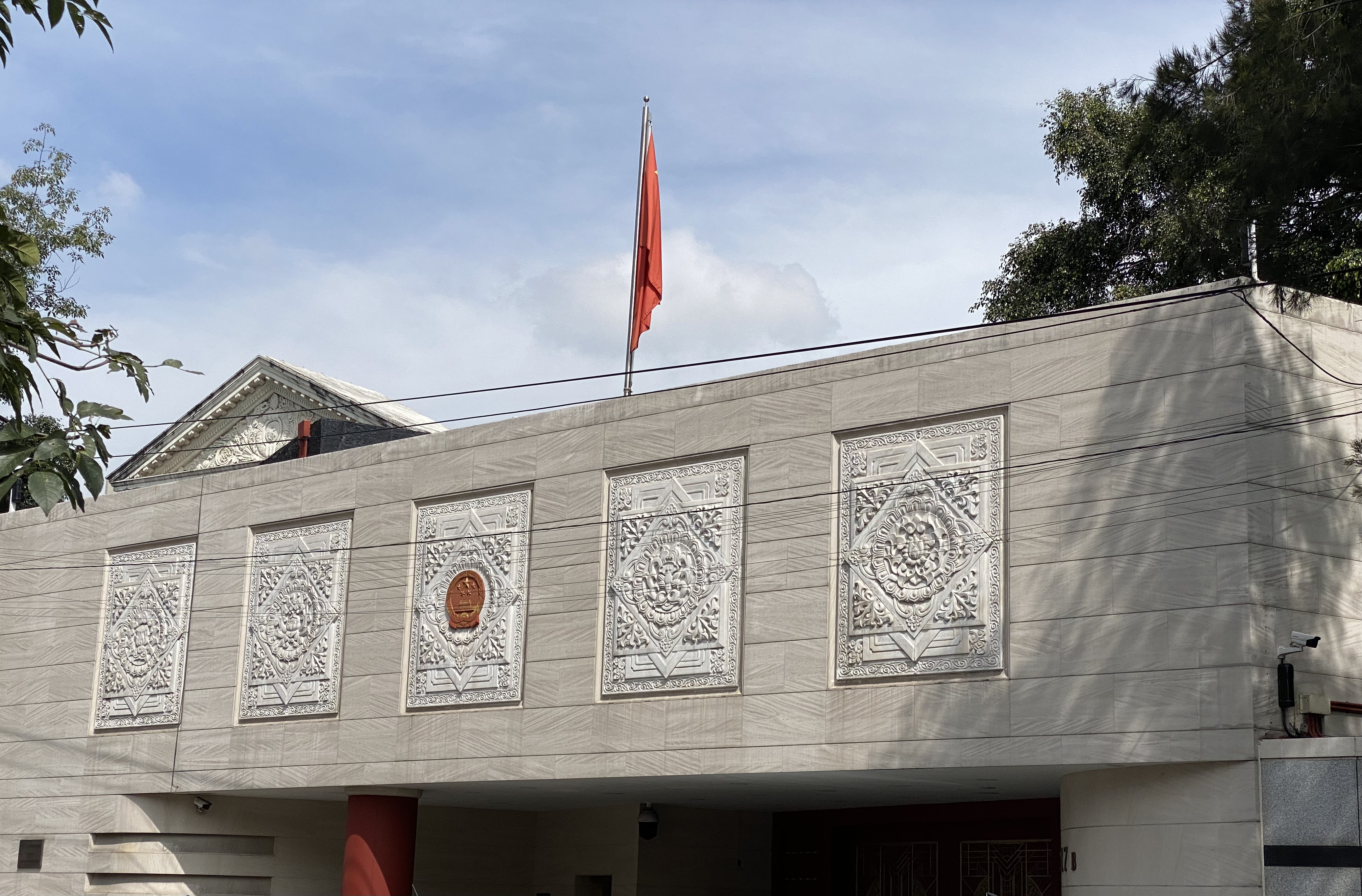
Ambassade du Chine à Mexico
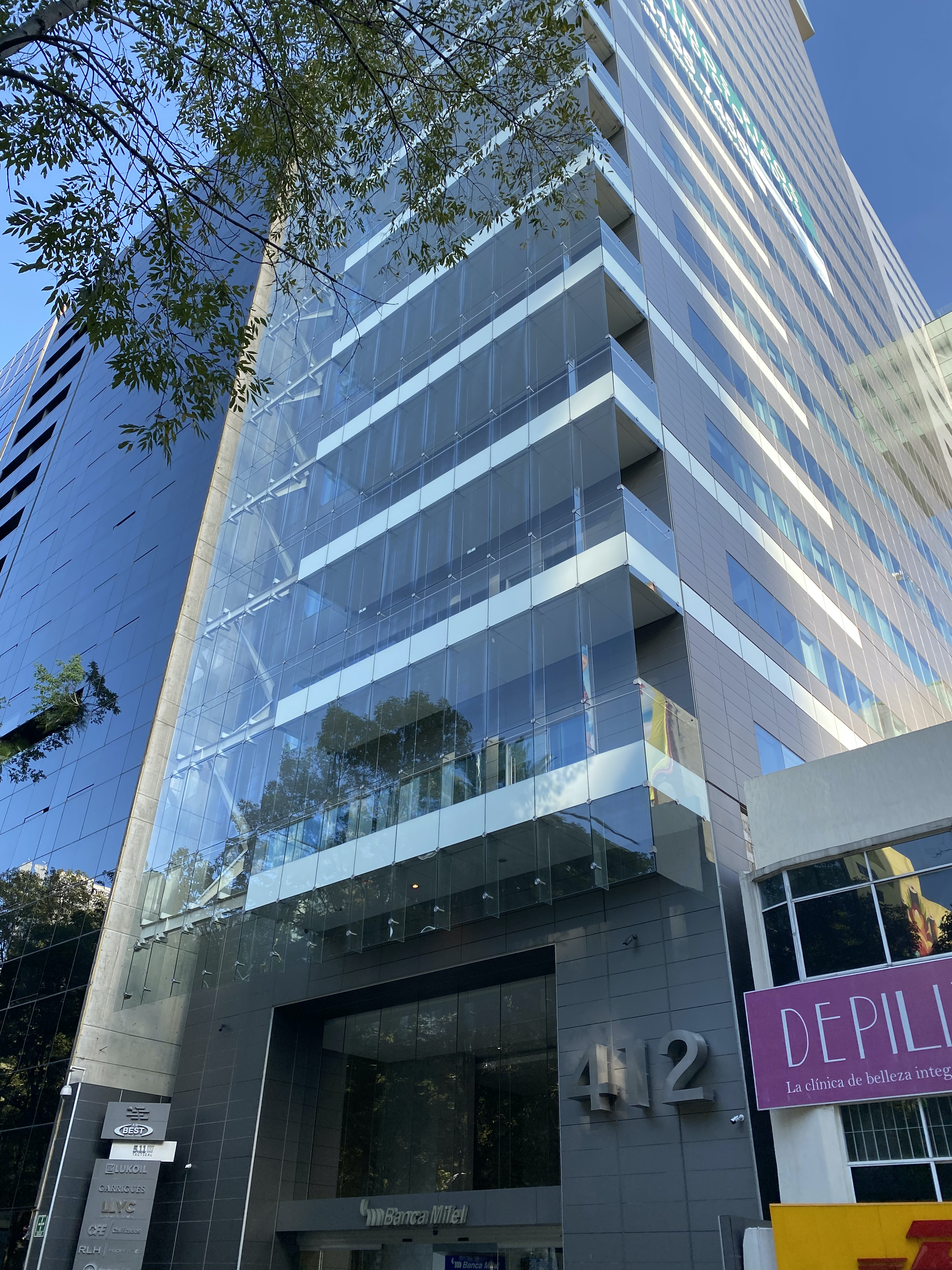
Ambassade de Colombie à Mexico
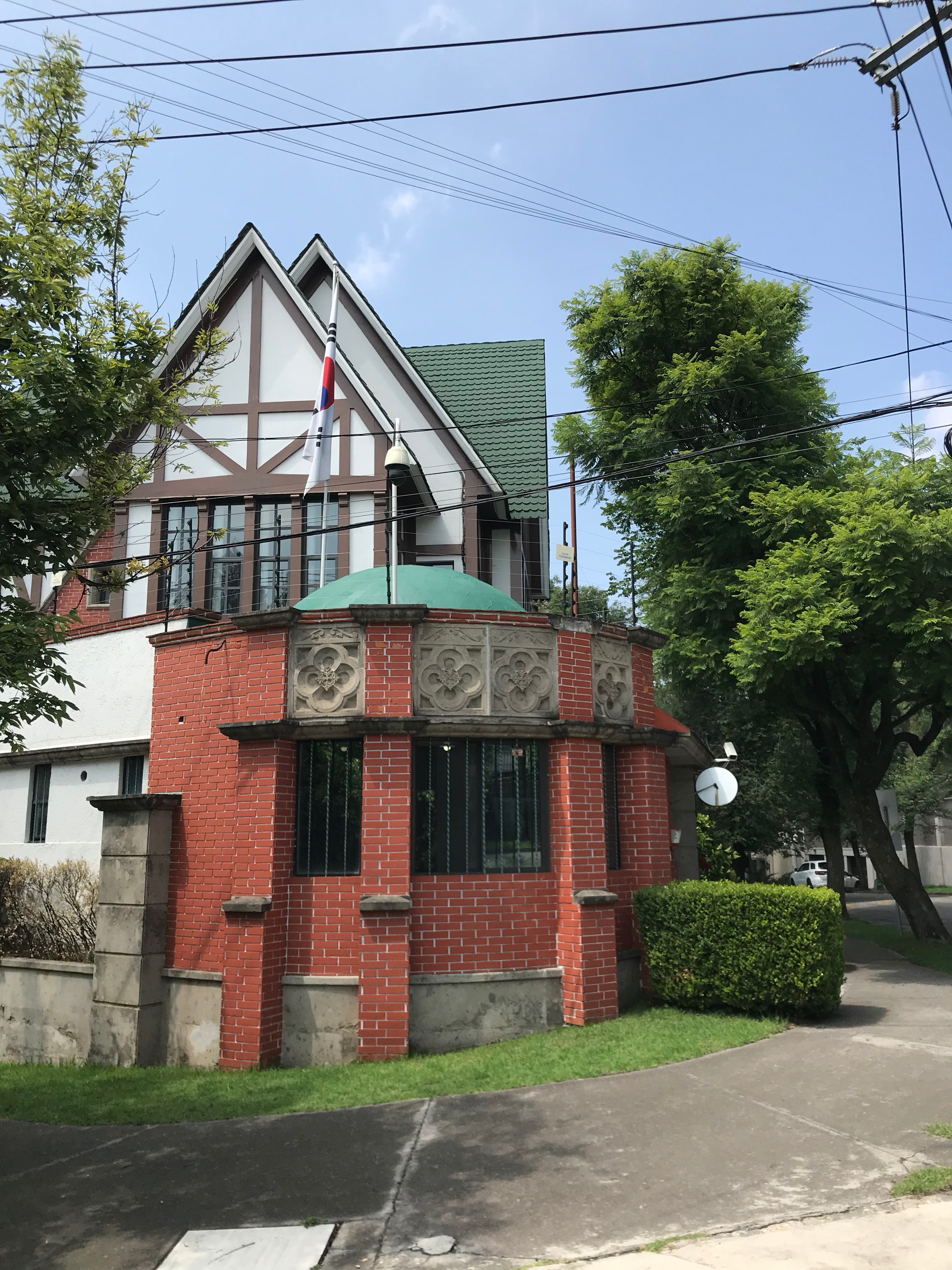
Ambassade de Corée du Sud à Mexico
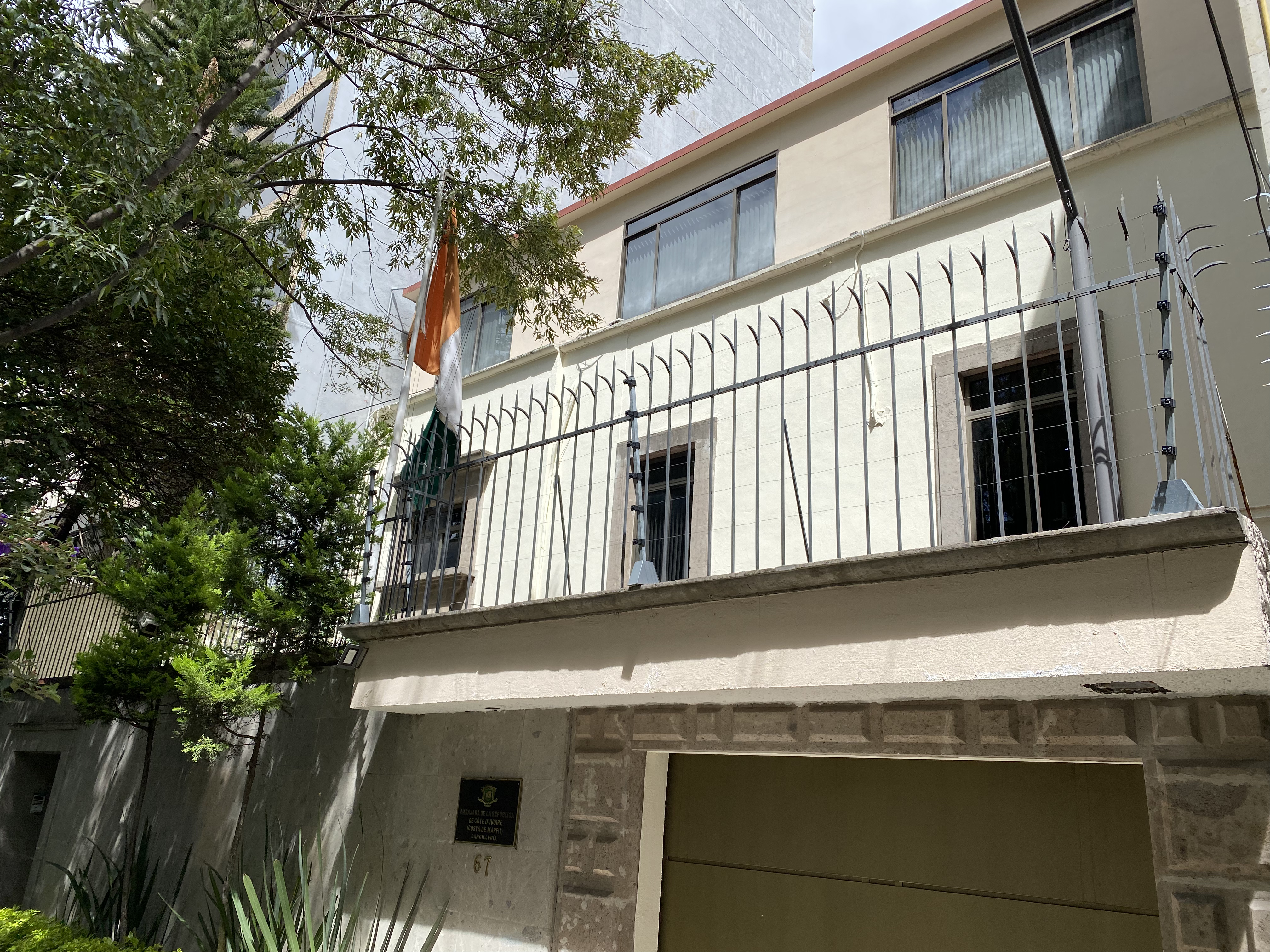
Ambassade du Côte d'Ivoire à Mexico
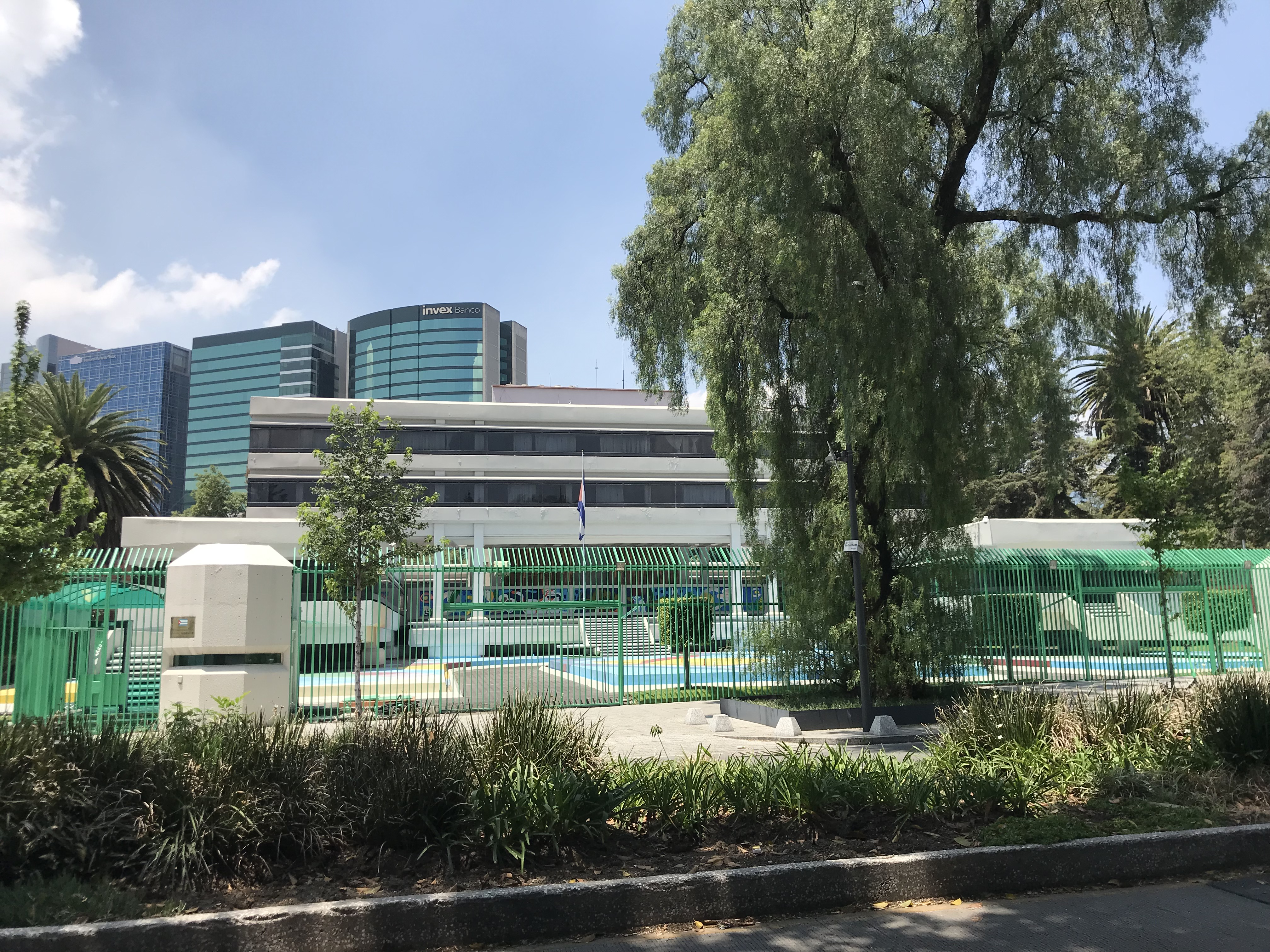
Ambassade de Cuba à Mexico
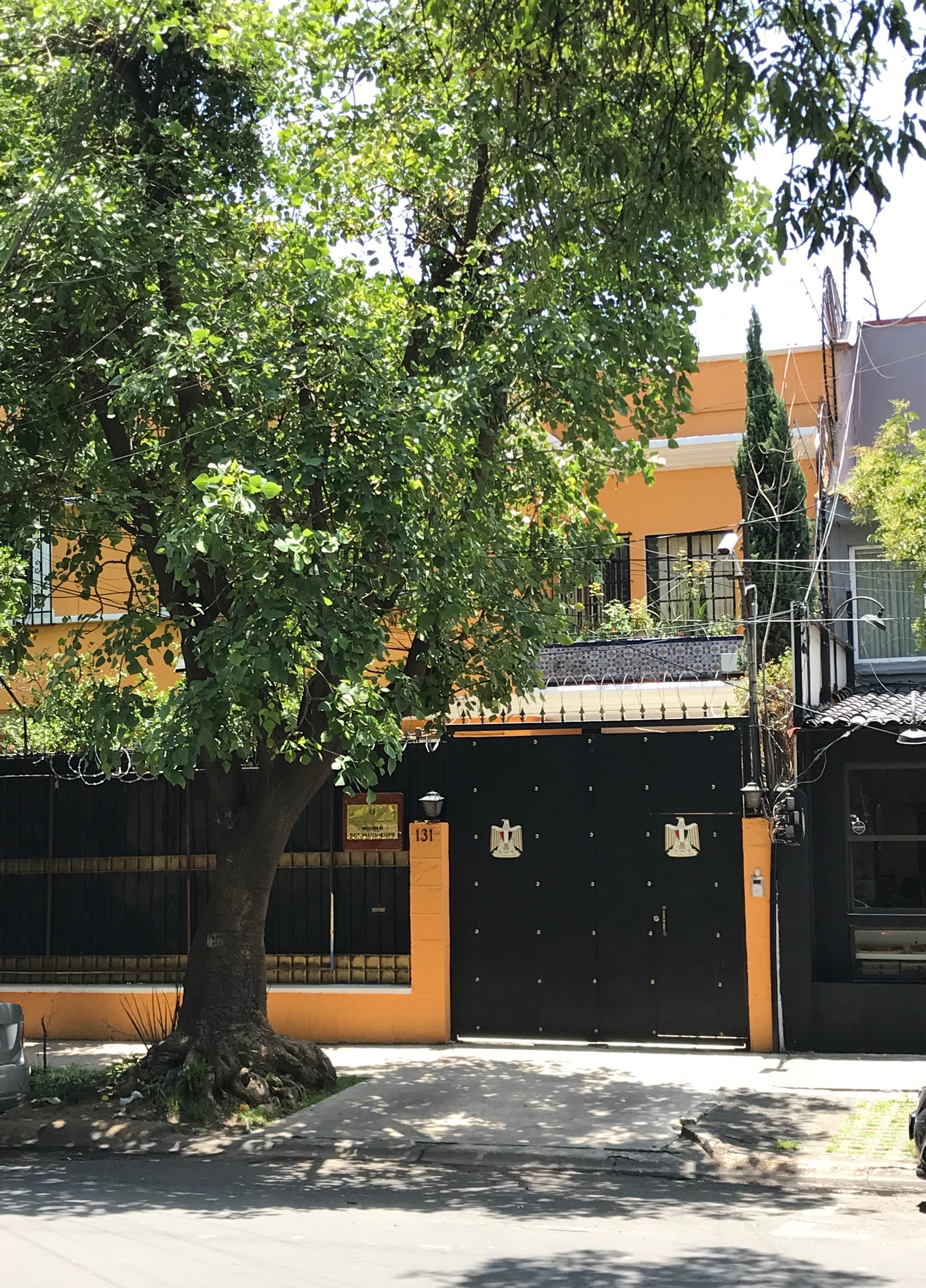
Ambassade d'Égypte à Mexico
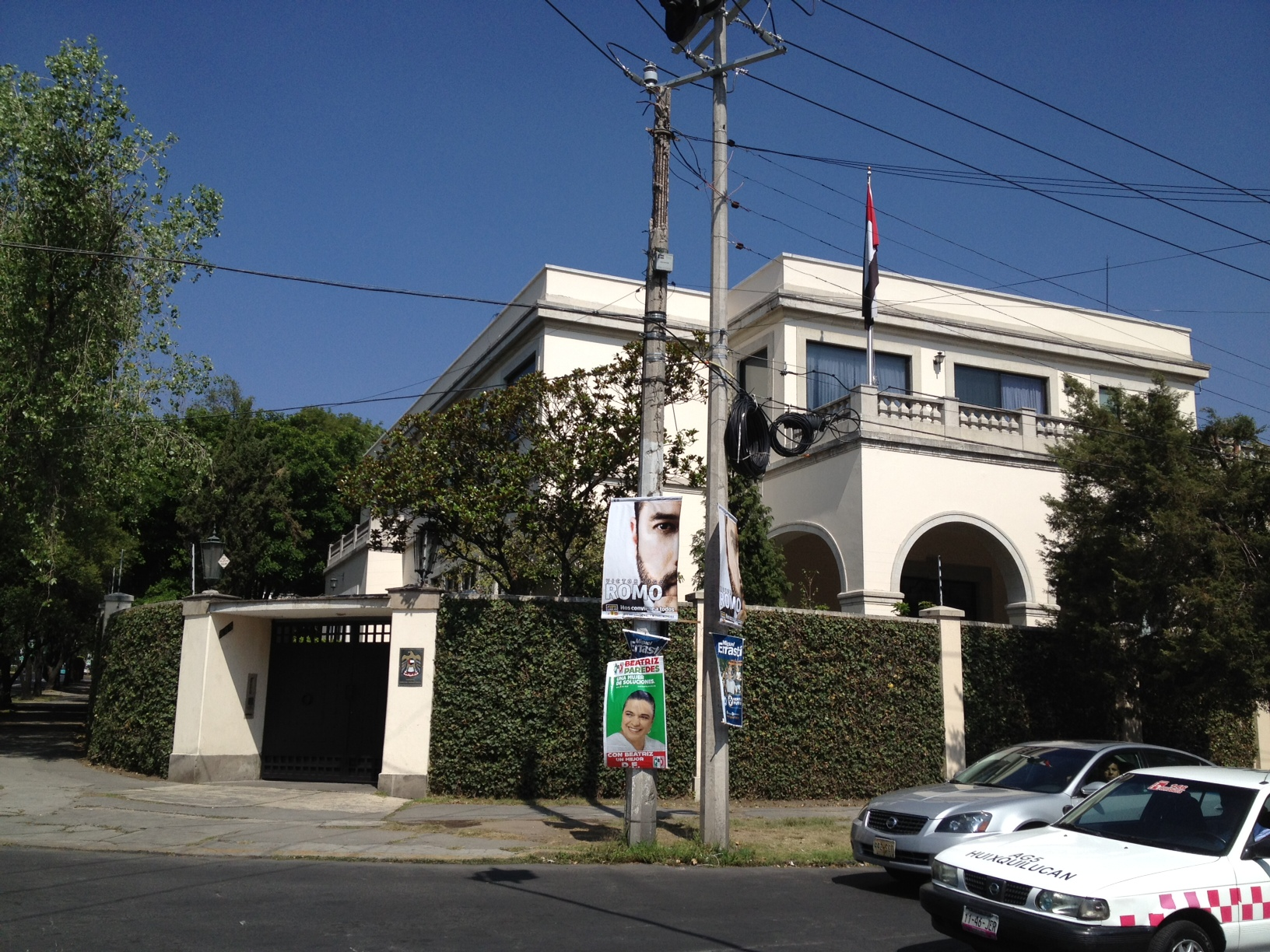
Ambassade des Émirats arabes unis à Mexico
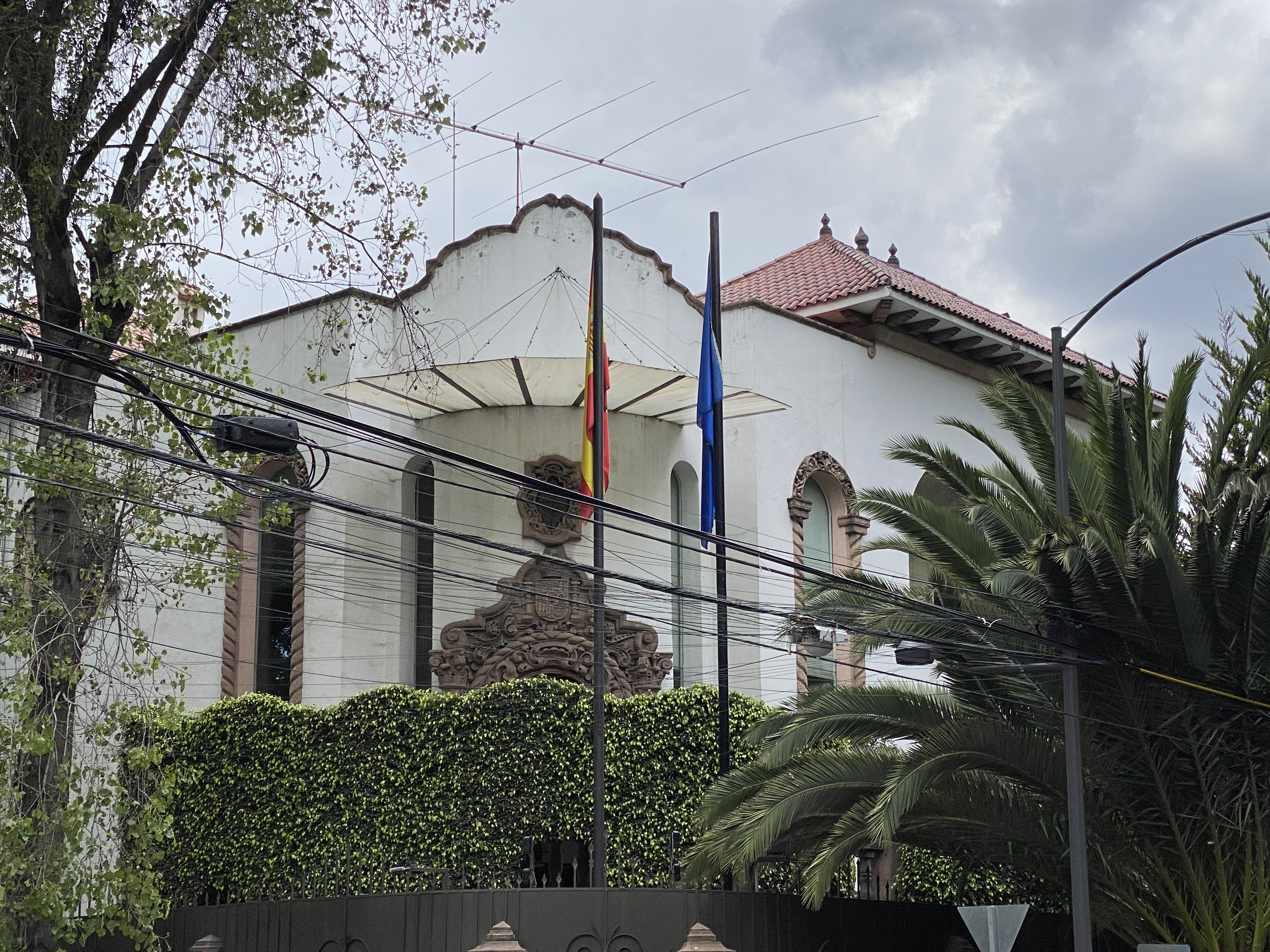
Ambassade d'Espagne à Mexico
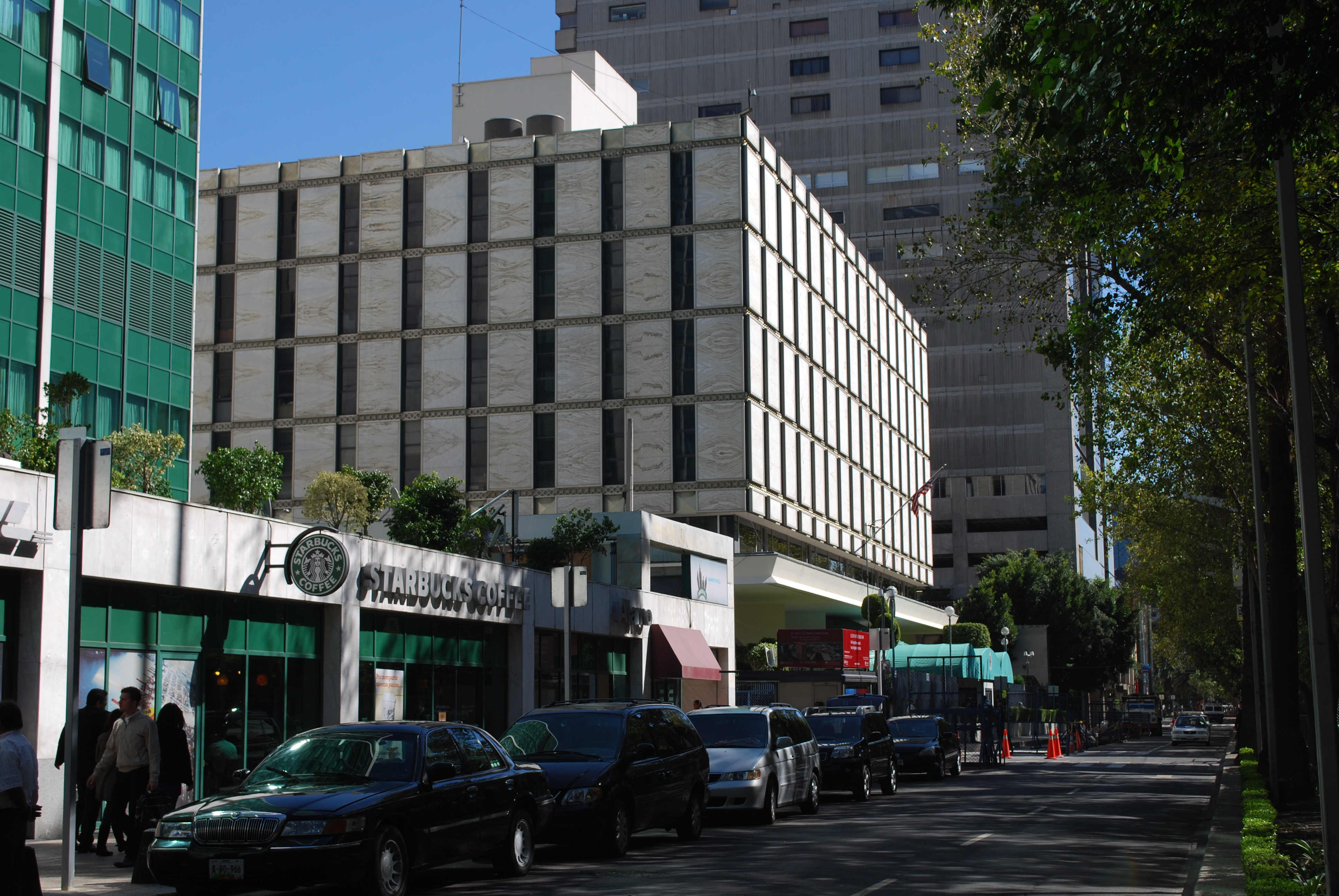
Ambassade des États-Unis à Mexico
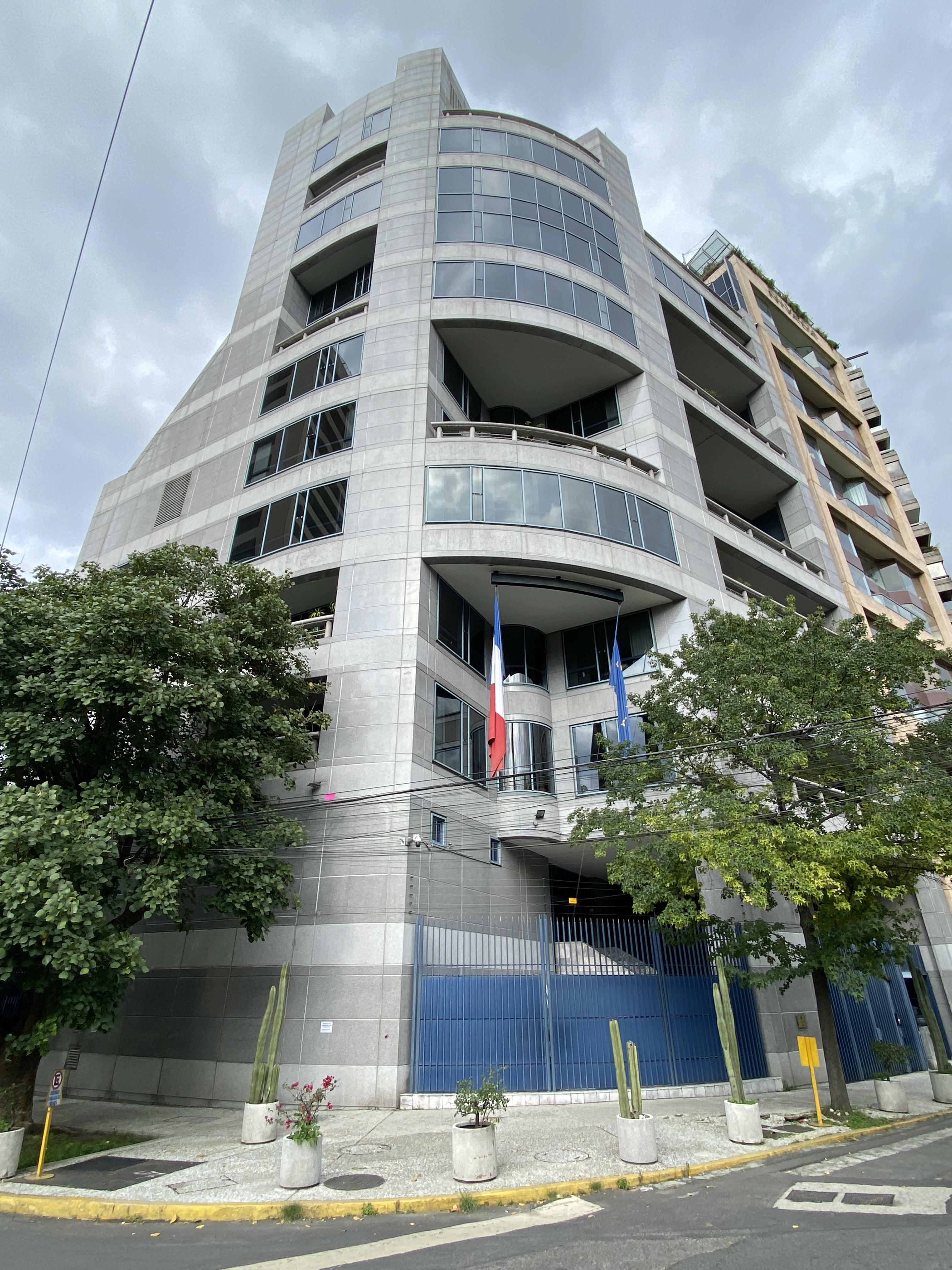
Ambassade du France à Mexico
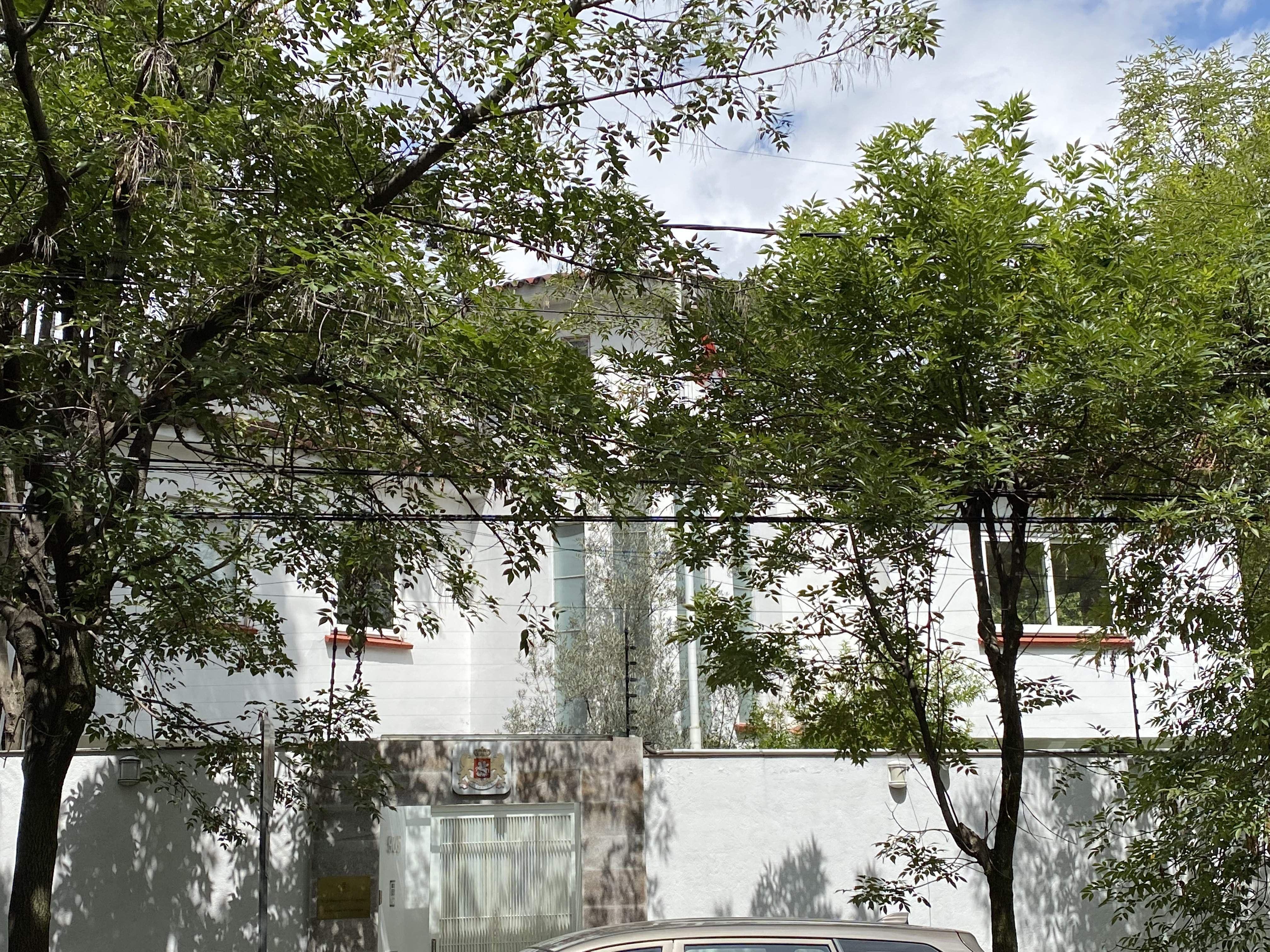
Ambassade de Géorgie à Mexico
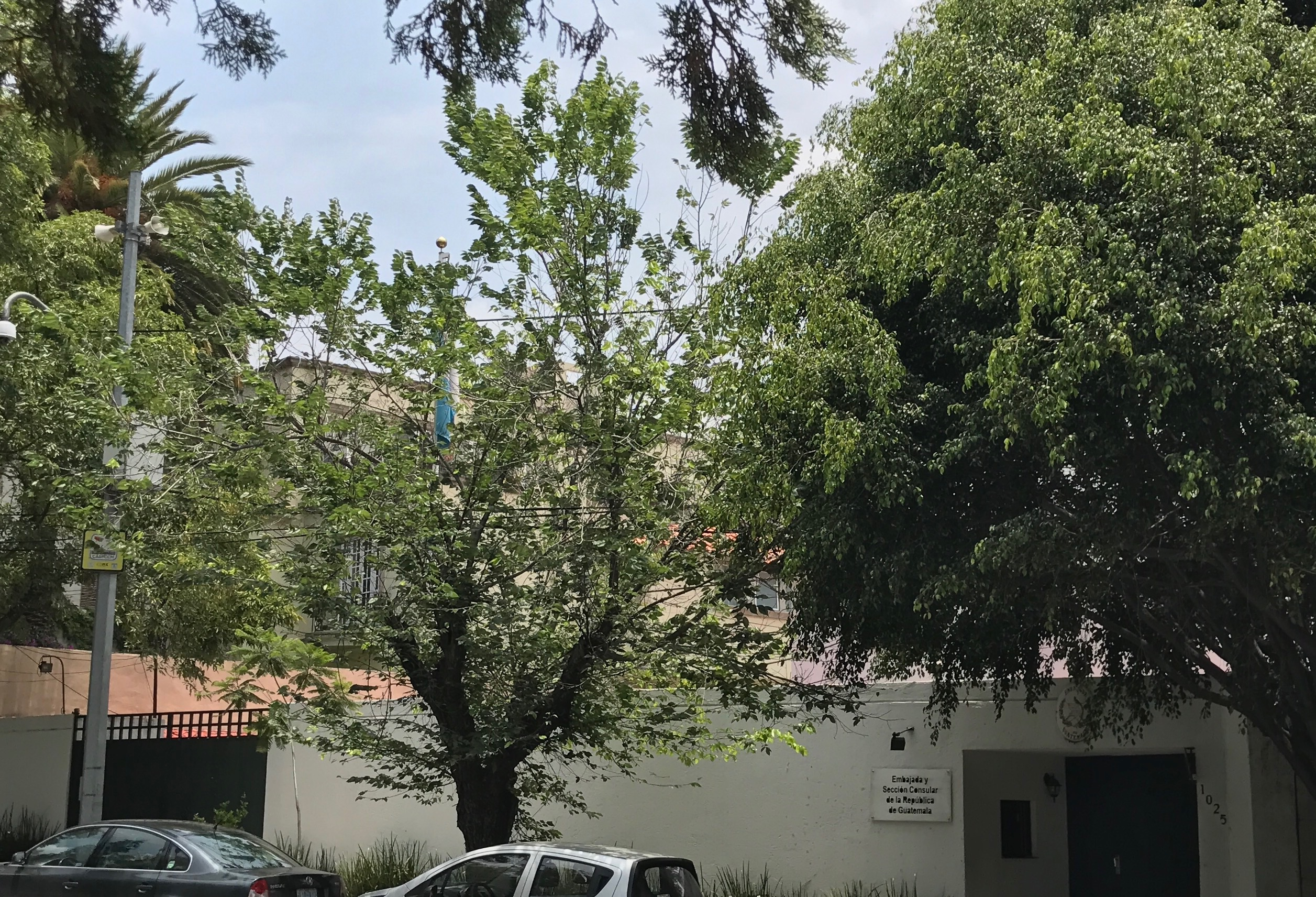
Ambassade du Guatemala à Mexico
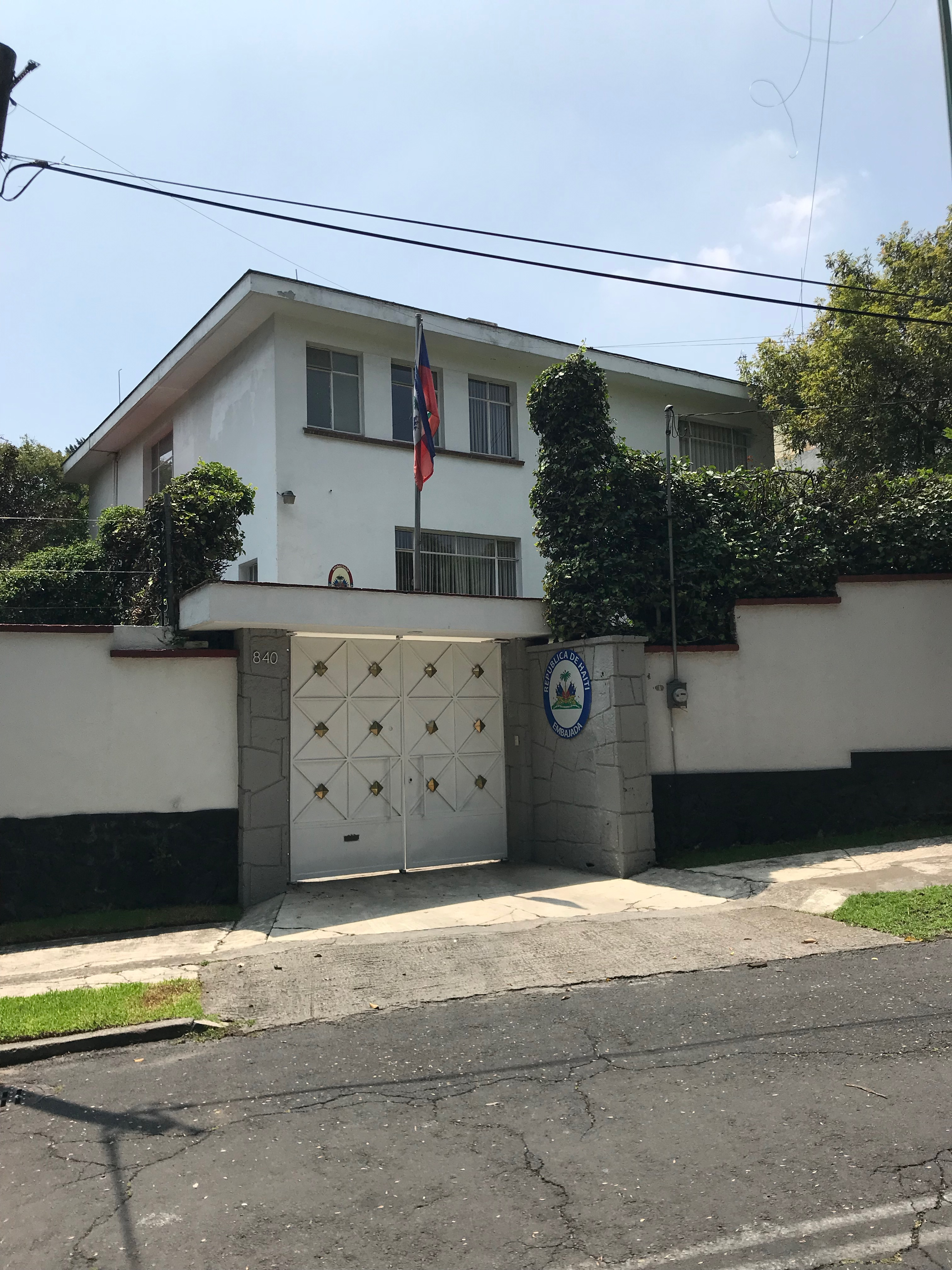
Ambassade d'Haïti à Mexico
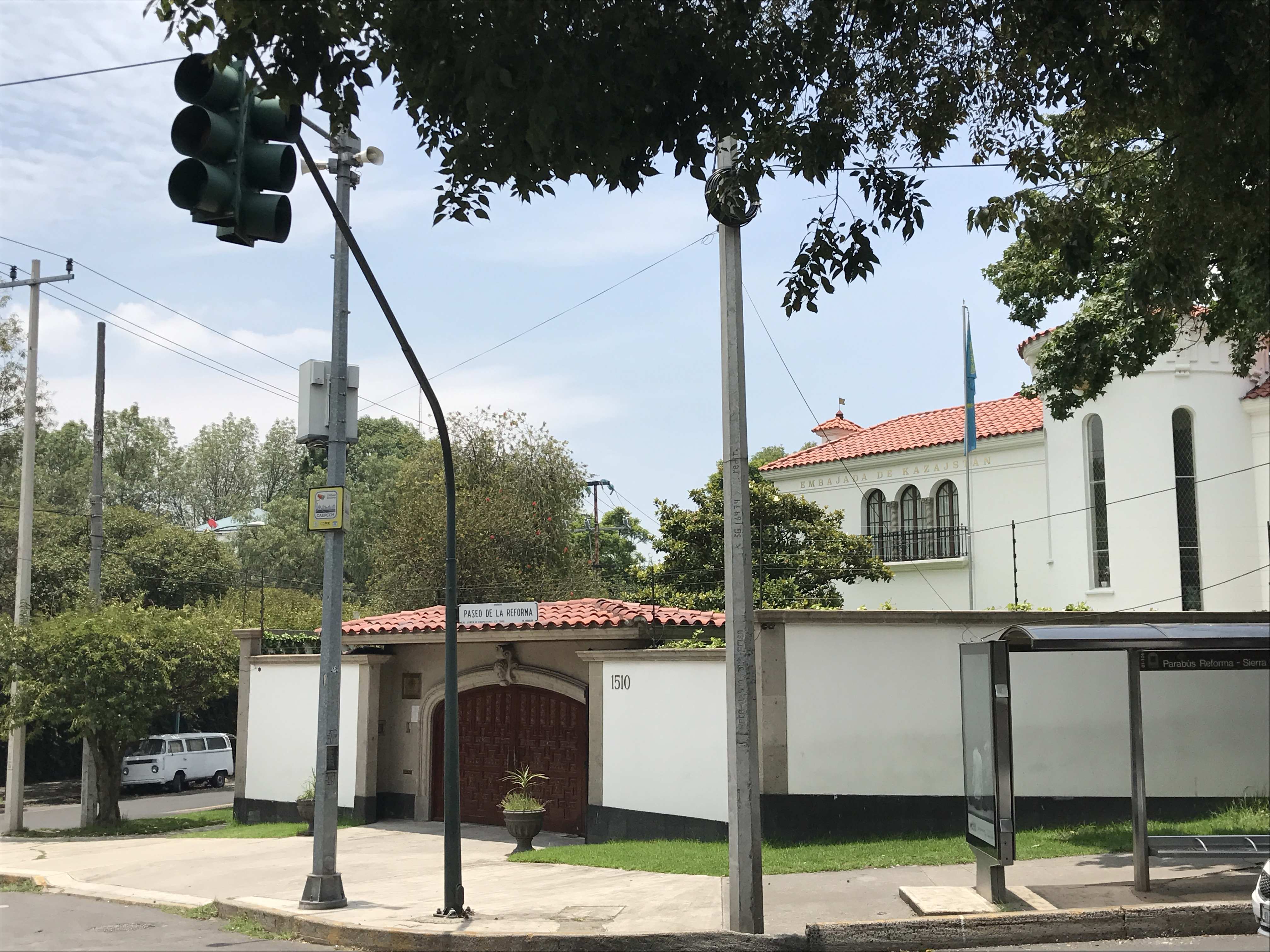
Ambassade du Kazakhstan à Mexico
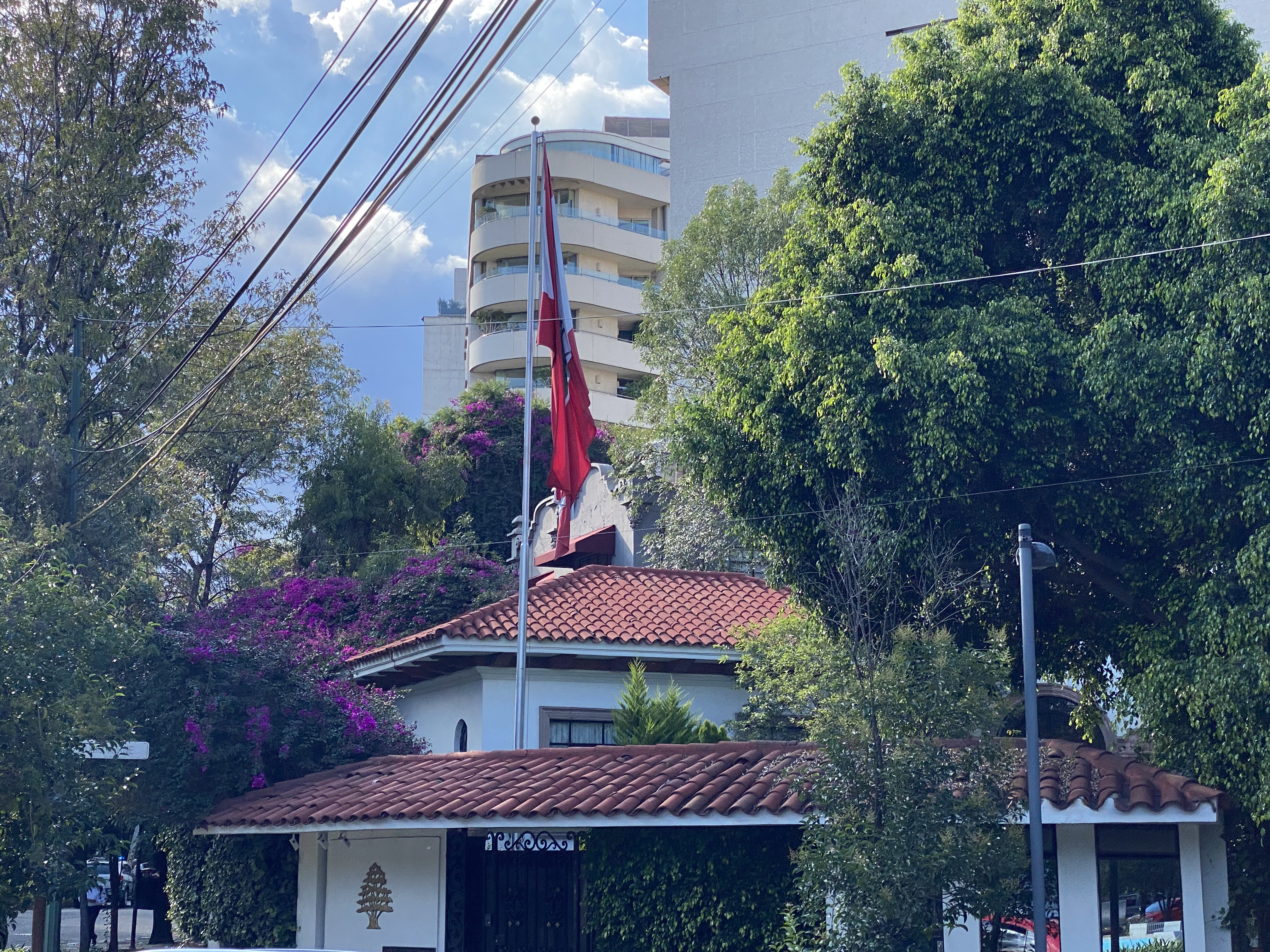
Ambassade du Liban à Mexico
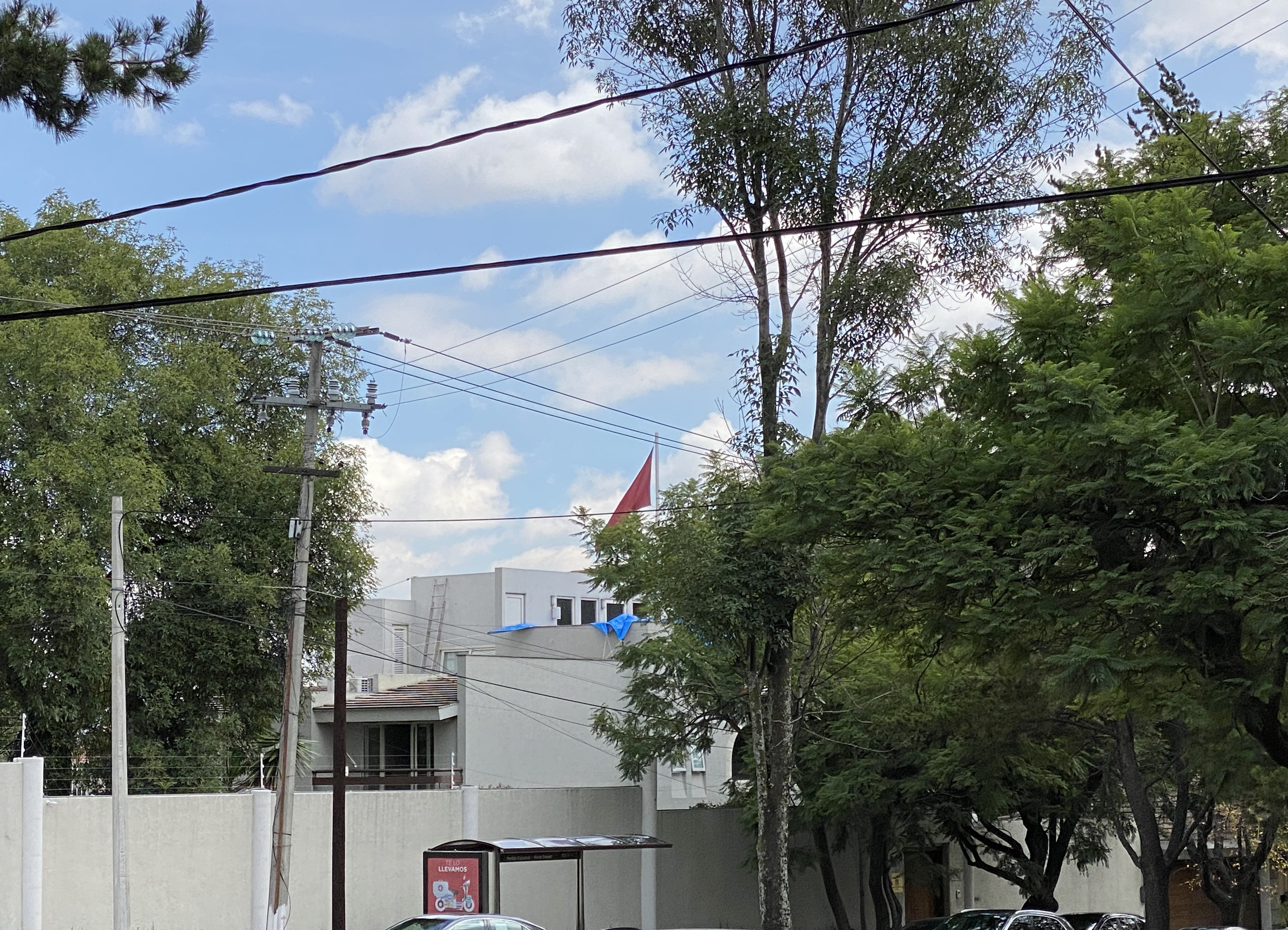
Ambassade du Maroc à Mexico
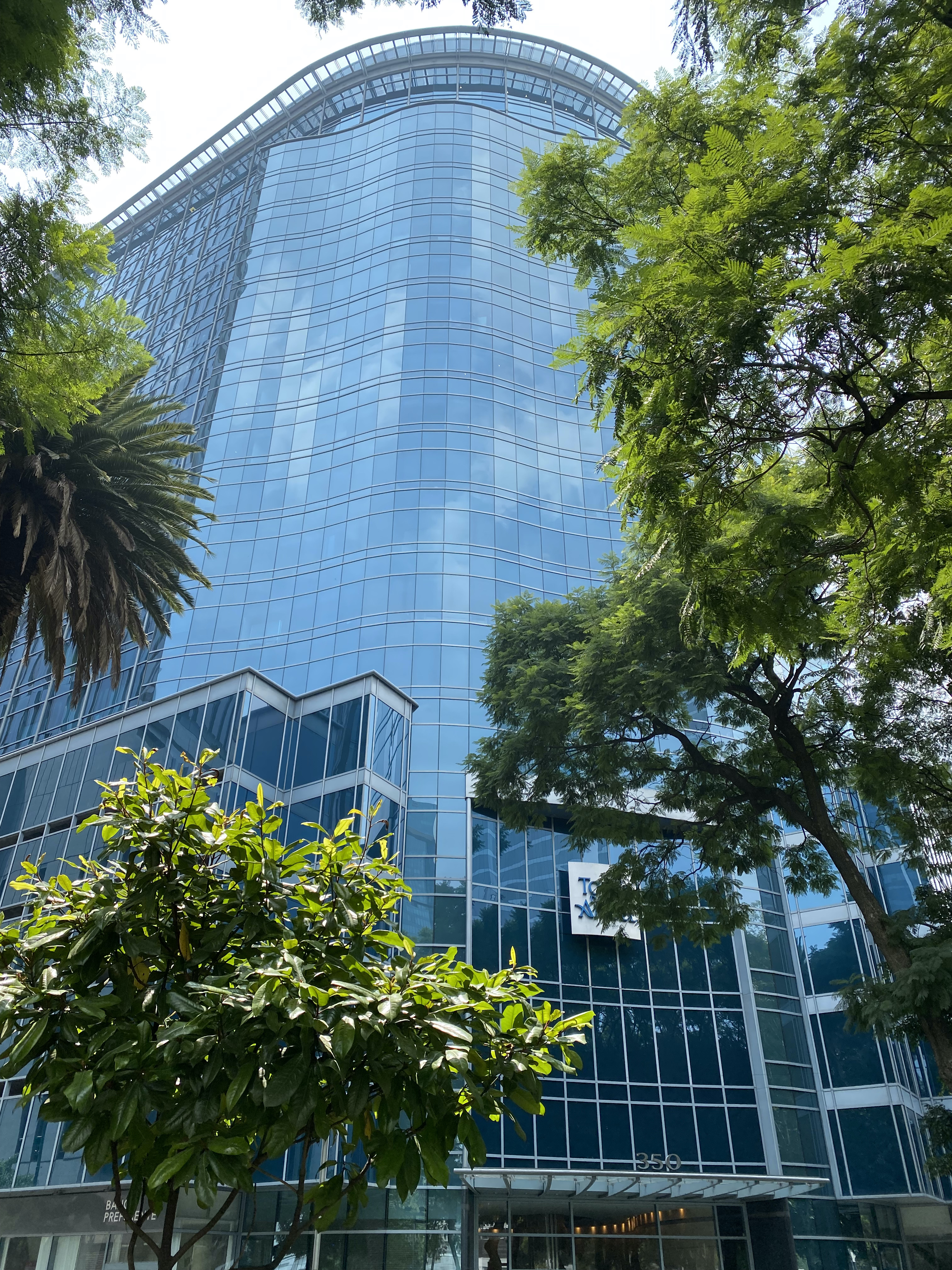
Ambassade du Royaume-Uni à Mexico
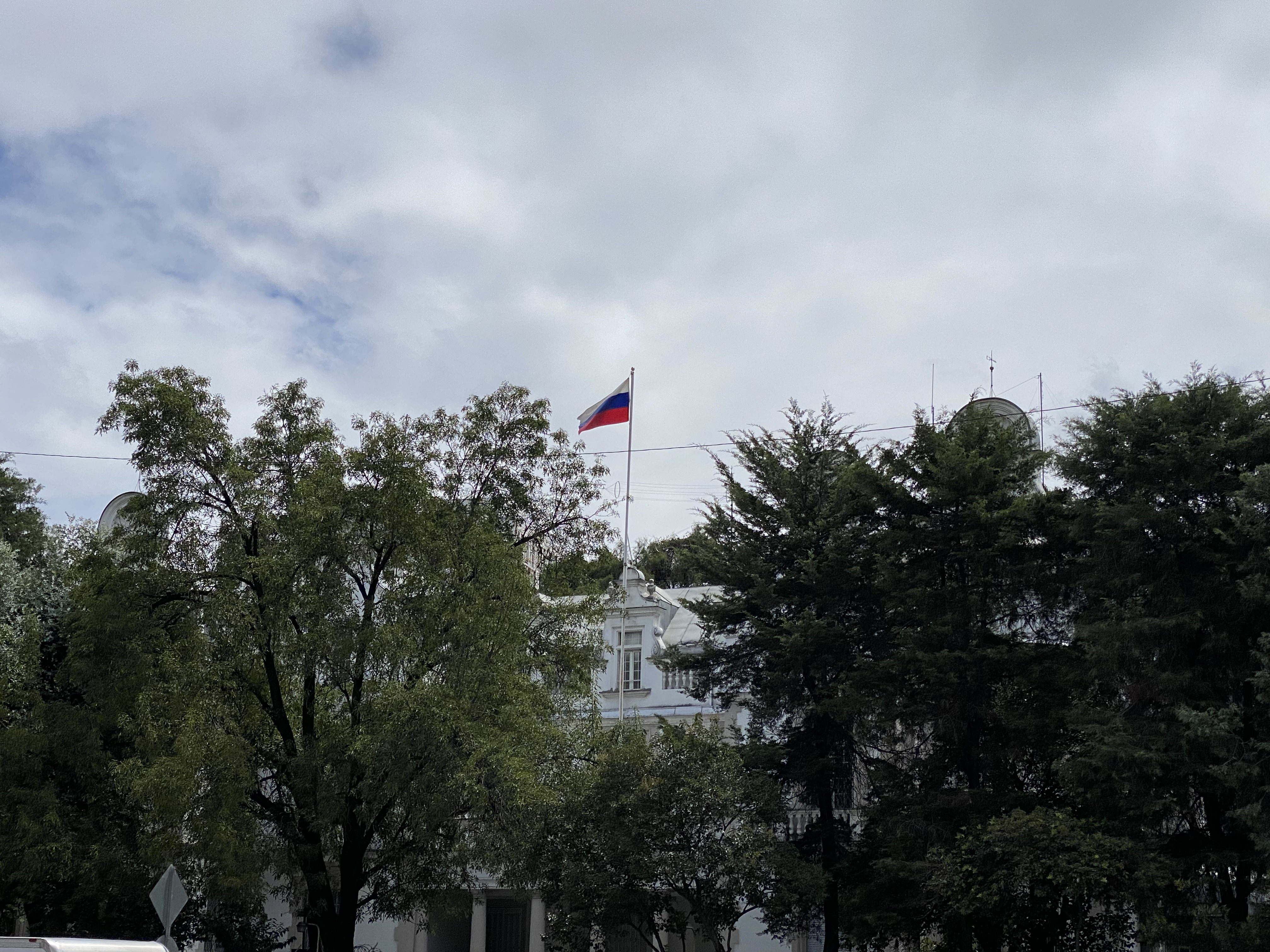
Ambassade du Russie à Mexico
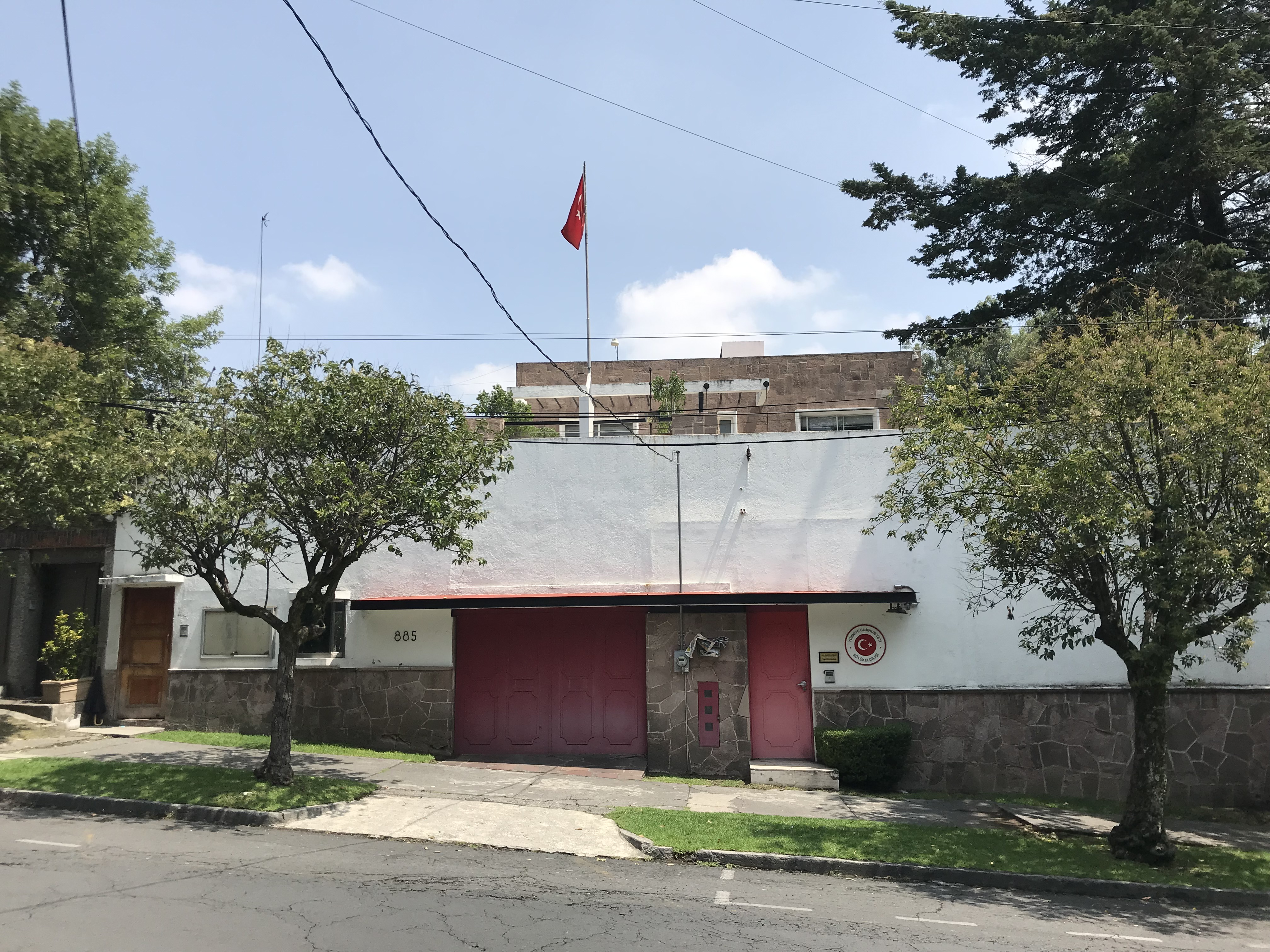
Ambassade de Turquie à Mexico

## Consulats

### Acapulco
- États-Unis (Agence consulaire)

### Acayucan(en)
- Guatemala (Consulat)
- Honduras (Bureau consulaire)
- Salvador (Consulat général)

### Arriaga
- Guatemala (Bureau consulaire)
- Salvador (Bureau consulaire)

### Cabo San Lucas
- Canada (Agence consulaire)
- États-Unis (Agence consulaire)

### Cancún
- Canada (Agence consulaire)
- Colombie (Consulat)
- Cuba (Consulat)
- États-Unis (Agence consulaire)
- Royaume-Uni (Consulat général)

### Ciudad Hidalgo
- Guatemala (Consulat)

### Ciudad Juárez
- États-Unis (Consulat général)
- Salvador (Consulat)

### Comitán de Domínguez
- Guatemala (Consulat)
- Salvador (Bureau consulaire)

### Guadalajara
- Canada (Consulat)
- Colombia (Consulat)
- Espagne (Consulat général)
- États-Unis (Consulat général)

### Hermosillo
- États-Unis (Consulat général)

### León
- Japon (Consulat général)

### Matamoros
- États-Unis (Consulat général)

### Mazatlán
- Canada (Agence consulaire)
- États-Unis (Agence consulaire)

### Mérida
- Cuba (Consulat général)
- États-Unis (Consulat)

### Monterrey
- Canada (Consulat général)
- Cuba (Consulat général)
- Équateur (Consulat)
- Espagne (Consulat général)
- États-Unis (Consulat général)
- France (Consulat général)
- Guatemala (Consulat général)
- Royaume-Uni (Consulat)
- Salvador (Consulat général)

### Nogales
- États-Unis (Consulat)

### Nuevo Laredo
- États-Unis (Consulat)

### Oaxaca de Juárez
- Canada (Agence consulaire)
- États-Unis (Agence consulaire)
- Guatemala (Consulat général)

### Piedras Negras
- États-Unis (Agence consulaire)

### Playa del Carmen
- Canada (Agence consulaire)
- États-Unis (Agence consulaire)

### Puebla
- Honduras (Consulat général)

### Puerto Vallarta
- Canada (Agence consulaire)
- États-Unis (Agence consulaire)

### Saltillo
- Honduras (Bureau consulaire)

### San Luis Potosí
- Guatemala (Consulat général)
- Honduras (Consulat général)
- Salvador (Consulat)

### San Miguel de Allende
- États-Unis (Agence consulaire)

### Tapachula
- Guatemala (Consulat général)
- Honduras (Consulat général)
- Nicaragua (Consulat)
- Salvador (Consulat général)

### Tenosique(en)
- Guatemala (Consulat général)
- Honduras (Bureau consulaire)
- Salvador (Bureau consulaire)

### Tijuana
- Chine (Consulat général)
- États-Unis (Consulat général)
- Guatemala (Consulat général)
- Honduras (Consulat général)
- Salvador (Consulat général)

### Tuxtla Gutiérrez
- Guatemala (Consulat général)

### Veracruz
- Cuba (Consulat général)
- Guatemala (Consulat général)
- Honduras (Consulat général)
- Panama (Consulat général)

## Ambassades non résidentes

### La Havane
- Djibouti
- Guinée
- Seychelles
- Syrie

### La Valette
- Malte

### Nassau
- Bahamas

### New York
- Andorre
- Comores
- États fédérés de Micronésie
- Guinée-Bissau
- Maldives
- Nauru

### Singapour
- Singapour

### Washington
- Afghanistan
- Angola
- Bahreïn
- Bénin
- Biélorussie
- Birmanie
- Bosnie-Herzégovine
- Botswana
- Brunei
- Burkina Faso
- Cambodge
- Croatie
- Érythrée
- Estonie
- Éthiopie
- Fidji
- Gambie
- Ghana
- Guinée équatoriale
- Islande
- Kenya
- Kirghizistan
- Laos
- Lettonie
- Lesotho
- Lituanie
- Luxembourg
- Macédoine du Nord
- Madagascar
- Malawi
- Mali
- Maurice
- Moldavie
- Mongolie
- Namibie
- Népal
- Oman
- Ouganda
- Papouasie-Nouvelle-Guinée
- République centrafricaine
- République du Congo
- Rwanda
- Sénégal
- Sierra Leone
- Slovénie
- Soudan
- Soudan du Sud
- Sri Lanka
- Tadjikistan
- Tanzanie
- Tchad
- Timor oriental
- Togo
- Trinité-et-Tobago
- Tunisie
- Turkménistan
- Vanuatu
- Yémen
- Zambie
- Zimbabwe

## Futures missions diplomatiques
- Guatemala: ouvrira un consulat à Cancun, Guadalajara, Villahermosa, Mérida et San Luis Potosí.
- Honduras: ouvrira un consulat à Hermosillo et Palenque.

## Anciennes ambassades
- Angola
- Chypre
- Équateur
- Éthiopie
- Ghana
- Suriname